# Mikhaïl Perlman
Mikhaïl Perlman   (Moscou, 21 de març de 1923 - Moscou, 8 d'agost de 2002), a vegades escrit Perelman, va ser un gimnasta artístic rus que va competir sota bandera de la Unió Soviètica durant les dècades de 1940 i 1950.
El 1952 va prendre part en els Jocs Olímpics d'Estiu de Hèlsinki, on disputà vuit proves del programa de gimnàstica. Guanyà la medalla d'or en el concurs complet per equips, mentre en la resta de proves destaca la quarta posició en el cavall amb arcs.
En el seu palmarès també destaquen set campionats nacionals per equips (1946-1952) i un en l'exercici de terra (1950). Fou un destacat director d'escena i guionista de representacions teatrals i esportives de masses, com ara les cerimònies d'obertura i clausura dels Jocs Olímpics de Moscou de 1980, la celebració del 1.500è aniversari de la fundació de Kíev o el 2.000 aniversari de Taixkent.